# مجلة العلوم النفسية
المجلة الرئيسية لجمعية العلوم النفسية، هي مجلة علمية شهرية تخضع لـ مراجعة الأقران وتنشرها مؤسسة «SAGE Publications».

## إطار النشر
تنشر المجلة مقالات بحثية متطورة، وتقارير قصيرة، وتقارير بحثية تغطي كل مجالات علم النفس. تتميز العلوم النفسية بكونها مجلة ذات اهتمامات عامة، وتنشر في صفحاتها مقالات ذات مدلول نظري عام وللمجلة اهتمام واسع في مجال العلوم النفسية.  تتضمن المقالات موضوعات من علم النفس المعرفي، والاجتماعي، والتنموي، والصحي، وكذلك علم الأعصاب السلوكي وعلم النفس الحيوي. محررتها باتريسيا باور من جامعة إيموري، أتلانتا، جورجيا. 

## الخصائص
تصدر المجلة شهريًا على الإنترنت، وتصدر مطبوعة مع مقالات «على الإنترنت أولًا» أسبوعيًا في موقع المجلة journal's website. يتلقى أعضاء جمعية العلوم النفسية البالغ عددهم 25,000 المجلة كجزء من عضويتهم، بالإضافة إلى عدد كبير من المشتركين المؤسسيين من جميع أنحاء العالم.
وفقًا لدراسة أجريت عام 2021، فإن غالبية الأبحاث المنشورة في مجلة علم النفس خلال الفترة 2019-2009 لم تكن مدفوعة من نظرية ولم تساهم في بناء النظرية التراكمية. 